# Meteorus communis
Meteorus communis är en stekelart som först beskrevs av Cresson 1872.  Meteorus communis ingår i släktet Meteorus och familjen bracksteklar. Inga underarter finns listade i Catalogue of Life.